# FairlyLife
《FairlyLife》是日本HOOKSOFT在2008年10月10日發售的戀愛冒險類型成人遊戲。2010年2月25日由GN Software發售PlayStation Portable版。另外在2009年1月23日和12月29日分別發售Fan disc。這作和Like Life一樣都是以萌擬人化為題材。

## 系統
遊戲開始到第7幕的共同劇情稱為「For You Mode」，第8幕以後進入各女主角的獨立路線，稱為「For Me Mode」。在完成任一女主角線路後，可在標題畫面進入番外篇「Extra Scenario」，可選擇各女主的特別的模式「Ultimate Status」。

## 故事
高岡晃範和山南南在早上的上學途中，發現天空劃過一條白線後掉落到地面，往起煙的地方找後，發現一位抱頭縮身的衛星女孩「朝顏」。朝顏說明自己是那個衛星且以前認識他但晃範並不相信。之後晃範的周遭開始出現物品擬人化。

## 角色介紹

### 主要角色
高岡晃範
本作的男主角，船見學園的二年級學生。
山南南（（聲：桃井穂美）
生日：10月3日（天秤座）　血型：O型　身高：158cm　三圍：88/58/87
晃範的青梅竹馬，船見學園的學生會長。
高岡朝顏（聲：木ノ下やや）
生日：7月14日（巨蟹座）　血型：O型　身高：140cm　三圍：74/52/80
從龍胆寺集團的宇宙開發企業RAEL所屬衛星「朝顏」（あさがお）變成人的少女。
高岡未来（聲：北野妙）
生日：2月12日（水瓶座）　血型：A型　身高：160cm　三圍：80/54/82
晃範手機變成人的少女。「みくりまくり」的女主角。
澤渡弓月（聲：細田なな）
生日：12月27日（摩羯座）　血型：A型　身高：155cm　三圍：82/57/83
國民偶像的轉學生，真實身份是擬人化的銅像，真正另一位澤渡弓月的本名是「松田直子」。
五味優（聲：星咲イリア）
生日：2月23日（雙魚座）　血型：B型　身高：142cm　三圍：83/55/84
神秘的轉學生。

### 其他角色
中里結花子（聲：大波こなみ）
晃範的表姊。
有栖川京華（聲：静野ももか）
晃範的班級老師也是學生會的顧問。
真鶴龍生（聲：柳沢降臨）
風紀委員的副委員長。
曽我部冬子
風紀委員的委員長，戴著眼鏡。
古斯塔夫（聲：柳沢降臨）
優飼養的大型犬。

### 物品擬人化角色
小冷（聲：櫻川未央）
晃範房間的小冰箱。
（聲：神月あおい）
一年級教室的板擦。
（聲：草柳順子）
衛生紙盒。

南瓜裝飾。
步美
商店街的募款箱。
頼子（聲：朝倉四季）
學生會室的影印機。「よりこりまくり。」的女主角。
加奈子（聲：藤森ゆき奈）
被人遺棄的雨傘。
自販子（聲：新堂真弓）
自動販賣機。

## 主題曲
片頭曲「FairlyLife」
作詞：川波無人　作曲：松浦貴雄　歌：橋本みゆき
插入曲「ソラ」
作詞：川波無人　作曲：松浦貴雄　歌：土屋實紀
片尾曲「笑顔にかえて」
作詞：川波無人　作曲：松浦貴雄　歌：NANA

## 工作人員
- 原作：HOOK
- 原畫：松下まかこ、らっこ
- 劇本：川波無人、モーリー
- CG：山根呂兵、みつき、真海
- 美術監督：したの
- 音樂：松浦貴雄
- 音響：ＶⅡ
- 編輯：黒木ノア
- 製作人：亞佐美晶
- 監督：川波無人
- 製作：HOOK

## 漫畫
漫畫作者是森崎くるみ，連載在角川書店的月刊Comp Ace2008年11月號到2009年1月號中，共3話並未出版單行本。

## 相關商品
小說
- FairlyLife パラダイムノベルズ

著者：緒莉　出版社：PARADIGM
| 卷數 | 發售日        | ISBN                   |
| ---- | ------------- | ---------------------- |
| 上卷 | 2009年3月14日 | ISBN 978-4-89490-902-1 |
| 下卷 | 2009年4月29日 | ISBN 978-4-89490-910-6 |

CD
- FairlyLife The First Review "What are you doing?"

發售日：2008年5月30日　發行：HOOK
- ドラマCD 真夏のネバーランド大混戦! 〜大人になんてなりたくない〜

發售日：2008年8月17日　發行：HOOK
- FairlyLife オリジナルサウンドトラック

發售日：2009年2月25日　發行：Lantis
書籍
- FairlyLife ビジュアルファンブック

發售日：2009年5月23日　出版社：彩文館出版　ISBN 978-4-7756-0391-8

## 評價
《FairlyLife》在Getchu.com的2008年美少女遊戲排名中獲得綜合部門第20名、繪圖部門第20名、角色部門高岡未来第14名。

## 外部連結
- HOOKSOFT（页面存档备份，存于）(年齡限制)（日語）
- FairlyLife MiracleDaysGN Software（日語）